# 横山紀和
横山 紀和（よこやま　のりかず、1987年5月30日 - ）は、東京都出身の元サッカー選手、サッカー指導者。

## 来歴
2011年からロアッソ熊本のアカデミーGKコーチに就任した。

## 所属クラブ
- 杉並アヤックスU-15
- 杉並アヤックスU-18
- 新宿FC
- 早稲田ユナイテッド

## 指導歴
- 2010年三島SECサッカースクールGKコーチ
- 2011年 - ロアッソ熊本アカデミーGKコーチ